# 1050년대
1050년대는 1050년부터 1059년까지를 가리킨다.